# Sargento López 3ra. Sección
Sargento López 3ra. Sección är en ort i Mexiko.   Den ligger i kommunen Comalcalco och delstaten Tabasco, i den sydöstra delen av landet, 600 km öster om huvudstaden Mexico City. Sargento López 3ra. Sección ligger 12 meter över havet och antalet invånare är 683.
Terrängen runt Sargento López 3ra. Sección är mycket platt. Runt Sargento López 3ra. Sección är det ganska tätbefolkat, med 166 invånare per kvadratkilometer. Närmaste större samhälle är Comalcalco, 6,8 km nordost om Sargento López 3ra. Sección. Trakten runt Sargento López 3ra. Sección består till största delen av jordbruksmark.